# Gelidocalamus tessellatus
Gelidocalamus tessellatus là một loài thực vật có hoa trong họ Hòa thảo. Loài này được T.H.Wen & C.C.Chang mô tả khoa học đầu tiên năm 1982.